# Гвоздик Кирило Васильович
Кири́ло Васи́льович Гвозди́к (22 липня 1895 Ребедайлівка — 20 липня 1981 Київ) — український живописець-монументаліст. Жертва сталінських репресій, «повторник».

## Життєпис
Народився 22 липня 1895 року в селі Ребедайлівка Черкаської області в селянській сім'ї.
У 1923 р. вступає на малярський факультет Інституту пластичних мистецтв, який після злиття з Київським архітектурним інститутом у 1924 році отримав назву — Київський художній інститут. Проявивши значні здібності в монументальному живописі, був зарахований в майстерню до професора М. Бойчука.
У 1928 році під керівництвом М. Бойчука брав участь у розписі Селянського санаторію ім. ВУЦВК в Одесі на Хаджибейському лимані. Колективними творами майстерні бойчукістів стала центральна композиція «Свято врожаю» та сюжети «Товарообмін» і «Землеустрій». Власноруч Кирило Гвоздик виконав фрески «Оранка» та «Розгром поміщицької садиби».

В процесі роботи над ескізом фрески «Свято врожаю» у фоє Харківського Червонозаводського театру. Зліва направо: М.Бойчук, В.Седляр, І.Падалка, О.Павленко. Харків, 1934 р.

Того ж 1928 року бойчуківці представляли низку робіт на Венеційському бієнале. Твори учнів майстерні Бойчука італійська преса відзначила вмілим «поєднанням європейської традиції з народним примітивом», а Кирила Гвоздика, який подав виконані в техніці яєчної темпери картини «Селяни у біді» (1927) та «Пастухи» (1928), охрестила «українським Гогеном».
Кирило Гвоздик був одним із активістів Асоціації революційного мистецтва України
По закінченню Київського художнього інституту в 1929 мистець звертається до теми побутового жанру. Він створив низку картин на селянську тематику — «Радіо на селі», «Сніданок комунарів», «Мітинг», «Селяни на полі» (1929—1930), — в яких висвітлив зміни, що сталися в українському селі за радянської влади.
1934 року в Харкові розпочинається наймасштабніша робота бойчукістів — монументально-декоративне оформлення інтер'єрів новозбудованого Харківського Червонозаводського театру під керівництвом М. Бойчука. Однак, ідейно-мистецькі непорозуміння з М. Бойчуком призвели до того, що Кирило Гвоздик покинув роботу над оздобленням театру.

## Ув'язнення
Звинувачений за доносом «у систематичній антирадянській діяльності», в листопаді 1936 року був заарештований і засуджений до «10 років виправно-трудових робіт та 5 років поразки у правах».
8 вересня 1937 року комісія у складі інструктора культосвітнього відділу ЦК КП(б)У тов. Попелюха, директора Музею російського мистецтва тов. Раєвського, художників Кодієва і Пащенка в присутності наукових робітників Державного Українського Музею тт. Адольфа, Резнікова переглянула твори ворогів народу Падалки, Седляра, Гвоздика, Липківського, Нелепінської-Бойчук та Діндо, які подані на розгляд комісії з спец. фонду Державного Українського Музею, встановлює:

зазначені твори з'являються за своїм контрреволюційним бойчуківським формалістичним методом шкідливими, спотворюють нашу соціалістичну дійсність, дають фальшиві образи Радянських людей, ніякої художньої та музейної цінності не мають і як твори ворогів народу підлягають знищенню.

Гвоздика звільнили з Норильлагу 2 листопада 1946 р. Вдруге арештували 6 квітня 1949 р. у Києві. На допитах з'ясовували обставини попередніх обвинувачень, не інкримінуючи нових. Йому інкримінували причетність до «контрреволюційної націонал-фашистської терористичної організації» та відповідні «злочинні зв'язки». Слідство тривало більше 6 місяців. Митця допитували із застосуванням морального тиску, погроз і тривалих виснажливих знущань. Він вимушено підписував протоколи. Пізніше колишні співробітники НКВС УРСР – слідчі (Самохвалов, Проскуряков і Грушевський), що вели справу Гвоздика, були засуджені. У листопаді 1949 року художника засудили до розстрілу, який було замінено довічним ув'язненням.
За даними Бази даних Красноярського товариства «Меморіал» Кирила Гвоздика заарештовано 9 грудня 1951 р., звинувачено по статті 58, п. 1б і засуджено військовим трибуналом (Южно-Уральского ВО) до 25 років виправно-трудових робіт у таборі.

## Реабілітація
17 березня 1956 р. після смерті Сталіна художника було реабілітовано.
Після повернення до Києва продовжує малювати, однак відійшов від принципів і теоретичних настанов бойчукізму й дотримується методу соціалістичного реалізму. Малює низку полотен пейзажного жанру — «Вид на Дніпро», «Київський пейзаж» та інші. Побоюючись репресій, відмовився від виставково-творчої діяльності й припиняє спілкування з колишніми друзями. Художник-бойчукіст О.Кравченко згадував, що на відкритті його першої персональної виставки в Києві 1967 року, Кирило Гвоздик у приватній розмові з досадою спитав «І навіщо здався тобі отой бойчукізм?».
Зі слів мистецтвознавця Б. Лобановського: «…до самої смерті, закрившись в майстерні, (К.Гвоздик) нескінченно переписував нові невідомі шедеври», які не були збережені після смерті художника.
Помер 20 липня 1981 року в Києві, поховано на Байковому кладовищі.

## Виставки
- 1924 р. — Професійна виставка секції 130 Всерабіса (Київ);
- 1927 р. — І виставка Одеської філії АРМУ (Одеса);
- 1927 р. — І Всеукраїнська виставка АРМУ (Харків);
- 1927 р. — Всеукраїнська ювілейна виставка, присвячена 10-річчю Жовтня (Харків, Київ, Одеса, Дніпропетровськ);
- 1927 р. — Ювілейна виставка мистецтва народів СРСР (Москва);
- 1928 р. — XVI Міжнародна виставка мистецтв (Венеція);
- 1929 р. — Всеукраїнська театральна виставка (Київ);
- 1930 р. — Виставка «Мистецтво Радянської України» (Харків);
- 1931 р. — Виставка художників України, Азербайджану, Вірменії (Москва);
- 1931 р. — Виставка радянського мистецтва (Цюрих);
- 1932 р. — Виставка художників України, Азербайджану, Вірменії (Москва);
- 1932 р. — Виставка радянського мистецтва (Японія).

## Твори
- Пастухи. — 1927. П., темпера. 100×145. НХМУ.
- Радіо на селі. — 1928. П., темпера. 126×158. НХМУ.
- Мітинг. — Кін. 1920-х рр. П., темпера. 141×157. НХМУ.
- Селяни на полі. — 1929. П., темпера. 48×37. НХМУ.
- Розгром поміщицької садиби. — 1928. Фреска. Селянський санаторій ім. ВУЦВК в Одесі — не збереглася.
- Оранка. — 1929. Фреска. Селянський санаторій ім. ВУЦВК в Одесі — не збереглася.
- Сніданок комунарів — (1929).
- Свято врожаю. — 1934. Фреска у фоє Харківського Червонозаводського театру — не збереглася.

Деякі роботи можна побачити у Національному художньому музеї України.

## Галерея

Пастухи. 1927.
Радіо на селі. 1928.
Селяни на полі. 1929.
Розгром поміщицької садиби. Фреска 1928.
Оранка. Фреска 1929.
Свято врожаю. Фреска 1934.

## Вшанування пам'яті
- З 2019 року існує вулиця, названа на честь художника у Києві